# Jošanica (Sokobanja)
Jošanica (em cirílico: Јошаница) é uma vila da Sérvia localizada no município de Sokobanja, pertencente ao distrito de Zaječar, na região de Banja. A sua população era de 690 habitantes segundo o censo de 2011.

## Demografia
| 1948 | 1953 | 1961 | 1971 | 1981 | 1991 | 2002 | 2011 |
| ---- | ---- | ---- | ---- | ---- | ---- | ---- | ---- |
| 1587 | 1573 | 1588 | 1654 | 1595 | 1422 | 898  | 690  |